# Serradet del Far
El Serradet del Far és una serra del terme municipal de la Torre de Cabdella, a la comarca del Pallars Jussà. Pertanyia a l'antic terme de la Pobleta de Bellveí. En el seu extrem nord toca el termenal amb Senterada, a l'enclavament de Larén.
Està situat just al nord-est del poble d'Estavill, i la seva carena separa dues valls molt marcades: a ponent, la del barranc de Sant Genís i els seus barrancs subsidiaris, i a llevant, la de la Llau del Bosc, afluent del Flamisell.